# Carl Leuschner

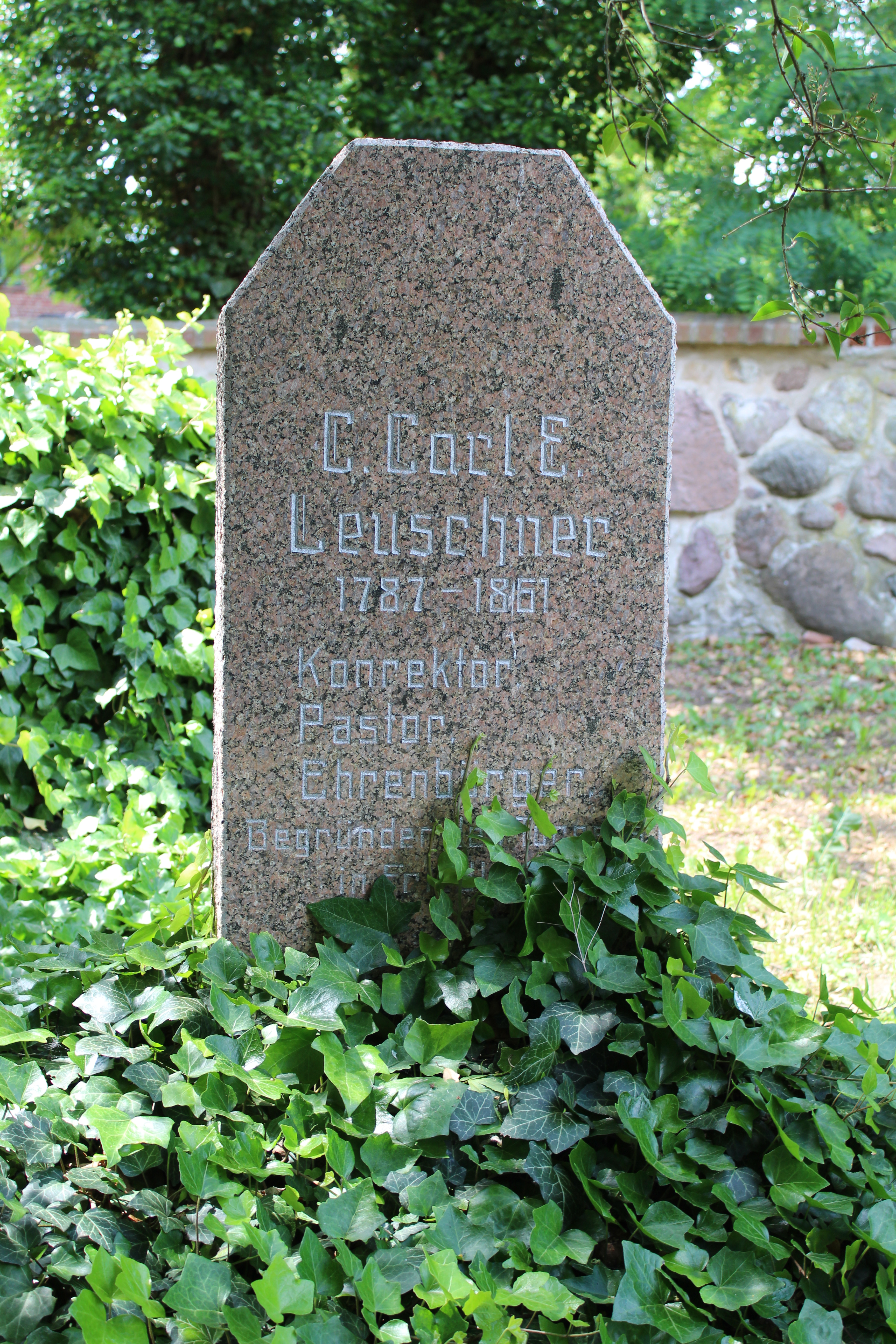
Grab Leuschners in Roga (Grabstein 1989 erneuert)

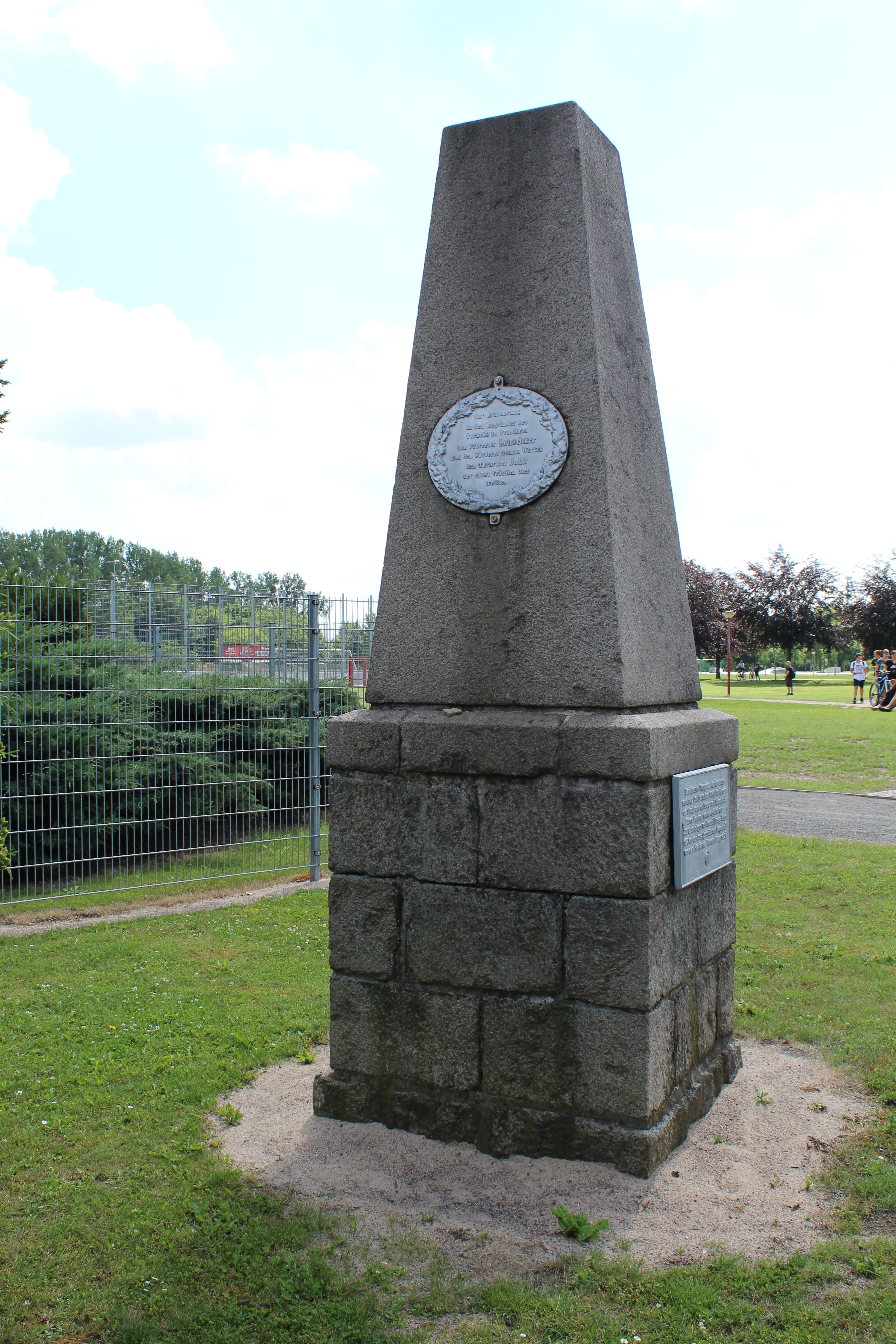
Jahn-Leuschner-Denkmal Friedland

Christian Ehregott Carl Leuschner (* 7. Februar 1787 in Collmen; † 19. Januar 1861 in Roga (heute Ortsteil von Datzetal)) war ein deutscher Theologe, Gymnasiallehrer und evangelisch-lutherischer Geistlicher. Er gilt als der Turnvater Mecklenburgs.

## Leben
Carl Leuschner war ein Sohn des Schullehrers Carl Gottlob Leuschner. Von 1799 bis 1804 besuchte er die Fürstenschule Grimma; von 1804 bis 1808 studierte er Evangelische Theologie an der Universität Leipzig. Nach seinem Examen kam er zuerst als Hauslehrer nach Mecklenburg, wurde aber schon im selben Jahr Konrektor an der Gelehrtenschule in Friedland (Mecklenburg), deren Bedeutung in dieser Zeit weit über die Kleinstadt hinausreichte.
Leuschner war mit Friedrich Ludwig Jahn persönlich bekannt und 1814 einer der wenigen Gäste auf dessen Hochzeitsfeier in Mecklenburg. Kurz zuvor hatte Leuschner im Mai 1814, also noch vor Ende der Befreiungskriege gegen das napoleonische Frankreich, begonnen, mit den Jungen seiner Schule verschiedene Turnübungen zur „patriotischen Erziehung“ nach dem Vorbild Jahns durchzuführen. Die Stadt Friedland stellte das Gelände für einen Turnplatz zur Verfügung und übernahm einen Teil der Kosten für die Ausstattung. Auf Leuschners Initiative hin wurde 1814 der Friedländer Turnplatz eingerichtet und ein Turnverein gegründet, dem er bis 1818 als Turnwart vorstand. 1814 gilt seither als Gründungsdatum des TSV 1814 Friedland. Die Entwicklung des Turnens in Friedland dokumentierte er in einem Turnalbum, das heute im Museum Friedland aufbewahrt wird. Am 19. Oktober 1814 nahm erstmals eine Abordnung unter seiner Leitung am Turnfest zum 1. Jahrestag der Völkerschlacht von Leipzig auf der Hasenheide in Berlin teil. 1815 erschienen Lieder auf dem Turnplatz zu singen, zunächst für den Turnplatz zu Friedland in Mecklenburg-Strelitz.
Am 31. Mai 1818 wurde Leuschner Pastor an der Dorfkirche Roga im westlich von Friedland gelegenen Dorf Roga, zu dem auch Bassow und Pleetz gehörten. Hier blieb er bis an sein Lebensende.
Seit 28. Juli 1818 war er verheiratet mit Johanna (Dorothea Friederike), geb. Uterhart (1794–1858), einer Tochter des Bürgermeisters von Friedland, Hofrat (Carl) Friedrich Uterhart (1755–1829), und Schwester des Arztes Carl Uterhart (1793–1852). Das Paar hatte vier Töchter, von denen die beiden ältesten – Johanna (1819–1837) und Therese (1820–1860) – unverheiratet blieben. Seine beiden jüngsten Töchter, Ida (1823–1856) und Luise (1836–1885), heirateten nacheinander (1841 und 1858) den Rittergutsbesitzer (Carl) Hermann (Otto) Runge (1812–1895) auf Züsedom und Alt Damerow [Pommern], einen Neffen des frühromantischen Malers Philipp Otto Runge. Aus beiden Ehen dieser Töchter hatte Leuschner 18 Enkel.

## Ehrungen
Zu seinem 50-jährigen Amtsjubiläum als Pastor wurde er 1868 vielfach geehrt. Er erhielt den Titel Kirchenrat und wurde Ehrenbürger von Friedland; die Schule widmete ihm ein Schulprogramm.
1879 errichteten die Turner Friedlands Leuschner und Jahn auf dem Friedländer Turnplatz ein Denkmal mit Inschrift „Zur Erinnerung an den Begründer des Turnens in Friedland, den Prorektor Leuschner und den Förderer seines Werkes, den Turnvater Jahn, der einst fröhlich hier weilte“, das 1978 zur Sportstätte am Hagedorn umgesetzt wurde. Die Carl-Leuschner-Straße in Friedland erinnert ebenfalls an ihn.
Leuschners Grab auf dem Kirchhof von Roga wird bis heute durch den TSV Friedland gepflegt. Sein nur in Resten erhalten gewesenes eisernes Grabkreuz wurde 1989 zum Jubiläum „175 Jahre Turnen in Friedland“ von der BSG Traktor Friedland nach Rücksprache mit der Kirchenleitung durch einen neuen Gedenkstein ersetzt. Seit 2014 ist es das Ziel für den jährlichen Leuschnerlauf des TSV von Friedland entlang der Datze nach Roga.

## Werke
- Wolfgang Barthel (Hrsg.): Friedländer Turnalbum. Jahrbuch des Turnplatzes zu Friedland angefangen im Jahre 1814. Czwalina, Hamburg 2000. ISBN 3-88020-360-1